# Martin Vahl
Martin Vahl Henrichsen, född 10 oktober 1749 i Bergen, död 24 december 1804 i Köpenhamn, var en norsk-dansk botaniker; far till Jens Vahl, farfar till Jens och Johannes Vahl.
Martin Vahl var 1769–1775 med Carl von Linnés lärjunge i Uppsala, deltog därefter i flyttningen och nydaningen av Botanisk Have i Köpenhamn, där han 1779 blev lektor i botanik, fick professors titel 1785, blev 1789 lärare vid det under hans medverkan 1788 stiftade Naturhistoriska sällskapet i Köpenhamn (upplöst 1804) och professor vid Köpenhamns universitet 1801.
Vahl författade värdefulla deskriptiva verk (även zoologiska), vartill han erhållit material under sina vidsträckta resor i Europa och Nordafrika (1783 ff.), varjämte han bearbetade flera amerikanska samlingar och svensken Peter Forsskåls från Orienten hemsända växter. Vahl var mycket populär som föreläsare och en inflytelserik lärare. Han utgav "Flora danica" från 1785 och publicerade volymerna 6 och 7 (1787–1799). Hans större arbeten är Symbolæ botanicæ (tre delar, 1790–1794), Eclogæ americanæ (tre delar, 1796–1807) och Enumeratio plantarum, en motsvarighet till Linnés "Species plantarum" (ofullbordat, två delar, 1804–1806). Vahl invaldes som utländsk ledamot av svenska Vetenskapsakademien 1792.
Vid en resa i Troms fylke i Nord-Norge 1799 upptäckte han hällristningsfältet i Tennes.
Auktorsnamnet Vahl kan användas för Martin Vahl i samband med ett vetenskapligt namn inom botaniken; se Wikipediaartiklar som länkar till auktorsnamnet.